# Anima Anandkumar
Animashree Anandkumar est une chercheuse et professeur d'informatique américaine et indienne, spécialiste en intelligence artificielle. Professeur au California Institute of Technology (USA), ses recherches portent notamment sur l'algèbre tensorielle, l'apprentissage profond et les problèmes non-convexes. Elle est directrice des recherches en apprentissage automatique chez le concepteur de composants informatiques Nvidia. 
Elle a obtenu de nombreux prix et récompenses scientifiques pour ses travaux, à l'exemple du Google Research Award (2015) ou du New York Times Good Tech Award (2018).

## Biographie
Née en Inde, ingénieure en électronique (Institut indien de technologie de Madras), elle obtient aux États-Unis un doctorat avec une thèse portant sur les « algorithmes scalables pour les inférérences statistiques distribuées ». Elle étudia ensuite au Massachusetts Institute of Technology (MIT). Elle a enseigné l'informatique et les mathématiques dans diverses universités américaines. Elle a travaillé sur les projets de recherche en intelligence artificielle de diverses sociétés du numérique, tel que IBM, Amazon Web Services, Microsoft et Nvidia.